# Bezirk Jičin
Der Bezirk Jičin (tschechisch Okresní hejtmanství Jičín) war ein Politischer Bezirk im Königreich Böhmen. Der Bezirk umfasste Gebiete in Nordböhmen im heutigen Královéhradecký kraj (Okres Jičín). Sitz der Bezirkshauptmannschaft war die Stadt Jičin (Jičín). Das Gebiet gehörte seit 1918 zur neu gegründeten Tschechoslowakei und ist seit 1993 Teil Tschechiens.

## Geschichte
Die modernen, politischen Bezirke der Habsburgermonarchie wurden 1868 im Zuge der Trennung der politischen von der judikativen Verwaltung geschaffen.
Der Bezirk Jičin wurde 1868 aus den Gerichtsbezirken Jičin (tschechisch soudní okres Jičín), Liban (Libáň), Sobotka (Sobotka) und Neupaka (Nová Paka) gebildet.
Per 1. Oktober 1903 wurde der Gerichtsbezirk Neupaka aus dem Bezirk Jičin ausgeschieden. Er bildete daraufhin gemeinsam mit dem Hořitz (Hořice) den neuen Bezirk Neupaka gebildet.
Im Bezirk Jičin lebten 1869 100.014 Personen, wobei der Bezirk ein Gebiet von 14,3 Quadratmeilen und 157 Gemeinden umfasste.
1900 beherbergte der Bezirk 69.843 Menschen, die auf einer Fläche von 620,93 km² bzw. in 133 Gemeinden lebten.
Der Bezirk Jičin umfasste 1910 eine Fläche von 620,95 km² und eine Bevölkerung von 69.166 Personen. Von den Einwohnern hatten 1910 545 Deutsch und 68.476 Tschechisch als Umgangssprache angegeben. Weiters lebten im Bezirk 145 Anderssprachige oder Staatsfremde. Der Bezirk bestand 1910 aus drei Gerichtsbezirken mit insgesamt 135 Gemeinden bzw. 138 Katastralgemeinden.